# 恩格尔贝特·洪佩尔丁克
恩格尔貝特·洪佩尔丁克 （德語：Engelbert Humperdinck，發音：[ˈɛŋl̩bɛʁt ˈhʊmpɐdɪŋk]；1854年9月1日—1921年9月27日），又译洪普丁克，是一位德国后浪漫主义作曲家。

## 生平
洪佩尔丁克的父亲是一中学教师，母亲是一位唱诗班领唱的女儿。在帕德博恩的中学Theodorianum通过毕业高考后，他从1872年起在科隆的音乐学院学习音乐。他曾短时间在科隆市立剧院当过乐队长。但后来他与领导层闹翻，并且弃职去了慕尼黑，在那里他从1876年其继续深造。洪普丁克是一位好学生。1876年他赢得了法兰克福的莫扎特奖，1879年他是柏林菲力斯·门德尔松基金的门德尔松奖的首位获得者，1881年还把迈耶贝尔奖揽入囊中。1880年到1882年他成为瓦格纳在拜罗伊特的助手，他是继海恩里希·戈特里伯·弗伦之后，瓦格纳之子齐格弗里德·瓦格纳的作曲教师。1884年弗朗兹·维尔纳提供让他在科隆音乐学院执教的机会。洪普丁克欣然前往并在当地节日大厅居曾尼希（Gürzenich）演出他根据海涅叙事诗《到卡未拉朝圣》（Die Wallfahrt nach Kevelaer）改编的合唱曲。
从1885年底起，他在巴塞罗那音乐学院当作曲教师，1888年起他是美因兹碩特音樂的审稿人。1890年他到法兰克福高氏音乐学院任教(直到1897年)，同时也是法兰克福报的歌剧专题报告人。1900到1920年他是柏林艺术学院作曲大师班领导，也是柏林斯坦音乐学院教授。
他1893年12月23日在魏玛首演的歌剧汉泽尔与格蕾太尔获得世界性成功，并且使得作曲家获得经济上的独立。首演是在理查德·施特劳斯领导下完成的。许多剧中的旋律(哥哥仔，来跟我跳舞吧或是一个小矮人站在森林里)成了德语民歌。他本人说，他其余的作品同样也是受民歌的启发和影响的。洪普丁克写有6部歌剧，他的作品全集有170首作品，由其孙女埃娃·洪佩尔丁克博士出版，以恩格尔贝特·洪佩尔丁克作品目录（Engelbert-Humperdinck-Werkverzeichnis EHWV)标注。
2004年9月9日为纪念他诞生150周年，德国邮政发行了洪佩尔丁克纪念邮票。

## 作品
室内乐
- 弦乐四重奏 No 3 C大调

管弦乐
- Die Maurische Rhapsodie
- Humoresque für Orchester in E-Dur
- 莎士比亚组曲 No. 1 和 No. 2

歌剧
- Harzipere, 音乐戏剧 (1868), EHWV 3
- Perla, Singspiel (1868), EHWV 4
- Claudine von Villa Bella (歌德), 歌剧 (1868–1872), EHWV 5
- Fedelma (Ernst von Wolzogen), 片断 (1883), EHWV 80
- Schneewittchen (Adelheid Wette), 歌曲戏剧 (1888), EHWV 9
- 汉泽尔与格蕾太尔 (Adelheid und Hermann Wette), 3幕童话歌剧 (1893), EHWV 93
- Die sieben Geislein (Adelheid Wette), 1幕歌唱剧 (1895), EHWV 100
- 国王的儿女 (Ernst Rosmer), 3幕音乐剧 (1895–1897), EHWV 106
- 睡美人 (Elisabeth B. Ebeling-Filhés), 3幕童话剧 (1902), EHWV 121
- Die Heirat wider Willen (Hedwig Humperdinck 根据大仲马小说改编), 3幕喜歌剧 (1902–1905), EHWV 130
- Bübchens Weihnachtstraum (Gustav Falke), 音乐戏剧耶稣诞生戏 (1906), EHWV 136
- Das Mirakel (Karl Vollmoeller 和 Max Reinhardt 根据 Caesarius von Heisterbach 和 Maurice Maeterlinck的故事改编), 2幕神秘哑剧 (1911), EHWV 151
- Die Marketenderin (Robert Misch), 2幕唱剧 (1913), EHWV 155
- Christnacht 1914, 后来改名为 Weihnachten im Schützengraben (Ludwig Thoma), 独幕剧, EHWV 157
- Gaudeamus (Robert Misch), 戏歌剧 (1915–1919), EHWV 162

舞台音乐
- Die Frösche (Aristophanes) (1879–1881), 未完成 EHWV 61
- Der Richter von Zalamea (Calderon) (1883), EHWV 82
- 威尼斯商人 (William Shakespeare) (1905), EHWV 133
- Das Wintermärchen (William Shakespeare) (1906), EHWV 135
- 暴风雨 (William Shakespeare) (1906), EHWV 138
- Was ihr wollt (William Shakespeare) (1907), EHWV 140
- Lysistrata (Aristophanes) (1908), EHWV 141
- Der Blaue Vogel (Maurice Maeterlinck) (1910), EHWV 150

声乐
- Die Wallfahrt nach Kevelaer (合唱叙事曲 1878–1887)
- Das Glück von Edenhall (合唱叙事曲 1879–1883)
- 大量钢琴伴奏歌曲